# Aston Martin Vanquish
L'Aston Martin Vanquish o V12 Vanquish è un'autovettura della casa automobilistica inglese Aston Martin prodotta a partire dal 2001 e rimasta in produzione fino al 2007 (l'ultima edizione fu la versione Vanquish S), quando è stata sostituita dalla Aston Martin DBS V12.

## Tecnica e meccanica
Il motore rappresenta in assoluto la vera anima di questa coupé, infatti giungendo alle prestazioni massime con i suoi dodici cilindri di 6.0 litri fa segnare ben 520 cavalli a 7.000 giri e una coppia motrice massima di 577 Nm a 5.800 rpm, grazie a un attento lavoro di revisione la Vanquish raggiunge i 321 km/h ed è capace di scattare da 0 a 100 km/h in 4,2 secondi.

## Versioni Speciali

### Vanquish Roadster Zagato
Nel 2004 la Zagato presentò la versione Roadster della Aston Martin Vanquish presso il salone automobilistico di Ginevra. Manteneva invariata la meccanica base della versione coupé.

Vanquish S

### Vanquish Bertone Jet II
La Bertone Jet II è un esemplare della Vanquish lanciato nel 2004 in un unico esemplare. Mantiene le caratteristiche meccaniche della versione base, ma non solo mostra un design ridefinito, ma presenta anche il pianale allungato per permettere la configurazione 2+2. È ispirata all'originale Bertone Jet costruita sulla Aston martin DB4 GT del 1961.

### Vanquish S Ultimate Edition
Con l'approssimarsi del termine della produzione della Vanquish, nel 2007 vennero messi in vendita 40 esemplari speciali della versione S denominato Ultimate Edition. Questa è caratterizzata da una carrozzeria verniciata con il colore speciale denominato Ultimate Black e presenta interni realizzati in pelle, cromo e cuoio. La meccanica rimane invariata così come le prestazioni.

## Motorizzazioni
| Modello   | Disponibilità    | Motore  | Cilindrata (cm³) | Potenza         | Coppia Massima (Nm) | Emissioni CO2 (g/Km) | 0–100 km/h (secondi) | Velocità max (Km/h) | Consumo medio (Km/l) |
| 6.0 V12   | dal 2001 al 2004 | Benzina | 5935             | 336 kW (457 Cv) | 556                 | n.d                  | 4.7                  | 306                 | 5.5                  |
| 6.0 V12 S | dal 2004 al 2007 | Benzina | 5935             | 388 kW (528 Cv) | 557                 | 448                  | 4.8                  | 321                 | 4.9                  |